# Espejismo
Espejismo è un film del 1972 diretto da Armando Robles Godoy.